# ۴۷۰ (قمری)
۴۷۰ (قمری)، چهارصد و هفتادمین سال در گاهشماری هجری قمری است. اول محرم این سال برابر با سی و یکم ژوئیه سال ۱۰۷۷ میلادی است.

## وابسته
- ابن ابی صادق
- عبدالقادر گیلانی